# Frans Van Hellemont
Frans Van Hellemont (* 15. Juni 1917 in Meensel-Kiezegem; † 11. Februar 1986 in Tienen) war ein belgischer Radrennfahrer und nationaler Meister im Radsport.

## Sportliche Laufbahn
Von 1939 bis 1948 war er als Berufsfahrer aktiv, zuvor startete er ein Jahr als Unabhängiger. 1944 wurde er nationaler Meister im Querfeldeinrennen vor Lode Poels. Im Straßenradsport siegte er 1939 in der Belgien-Rundfahrt für Unabhängige vor Guillaume Wielemans, wobei er eine Etappe gewann. 
1939 wurde er Zweiter im Rennen  Gent–Wewelgem hinter dem Sieger André Declerck.